# Easterwierrum
Easterwierrum (en néerlandais : Oosterwierum) est un village de la commune néerlandaise de Súdwest-Fryslân, situé dans la province de Frise.

## Géographie
Le village est situé à 10 km au nord-est de Sneek et à la même distance au sud de Leeuwarden. Il est arrosé par la Swette et le  Schillaardervaart. Il comprend également le hameau de Tsjerkebuorren.

## Histoire
Le village appartient à la commune d'Hennaarderadeel avant le 1er janvier 1984, où celle-ci est intégrée à la commune de Littenseradiel. Le 1er janvier 2018, cette dernière est à son tour supprimée et Easterwierrum rattaché à Súdwest-Fryslân.

## Démographie
En 2016, la population s'élevait à 335 habitants.